# Річки (Рівненський район)
Рі́чки — село, у складі Корецької громади Рівненського району Рівненської області; колишній центр Річецької сільської ради, населення — 510 осіб; перша згадка — 1629 рік. У селі діють загальноосвітня школа І–ІІ ступенів, клуб, публічно-шкільна бібліотека, фельдшерсько-акушерський пункт. У 1959 році відкрито пам'ятник T. Г. Шевченку.

## Географія
Селом протікає річка Кобилянка.

## Історія
У 1906 році село Корецької волості Новоград-Волинського повіту Волинської губернії. Відстань від повітового міста 35 верст. Дворів 105, мешканців 784.